# Gil Gelders
Gil Gelders (* 16. prosince 2002) je belgický profesionální silniční cyklista jezdící za UCI WorldTeam Soudal–Quick-Step.

## Hlavní výsledky
2019
2. místo La Philippe Gilbert Juniors
3. místo GP de Neufbilles
4. místo GP Scieur–Lambot
4. místo GP Ernest Beco
6. místo Parike–Brakel
8. místo Woubrechtegem
8. místo Ingooigem
9. místo Ereprijs Home Interieur Rollegem
2021
Tour de Namur
4. místo celkově
Tour du Pays de Montbéliard
10. místo celkově
2022
vítěz Grote Prijs Affligem
Giro Ciclistico d'Italia
vítěz 5. etapy
Tour de Namur
2. místo celkově
2. místo Grand Prix Criquielion
Ronde de l'Isard
6. místo celkově
 vítěz sprinterské soutěže
Triptyque Ardennais
6. místo celkobě
9. místo Coppa Zappi
2023
vítěz Gent–Wevelgem U23
vítěz Ruota d'Oro
Giro Next Gen
vítěz 2. etapy
2. místo Paříž–Roubaix Espoirs
Národní šampionát
4. místo časovka do 23 let
4. místo GP de Honnelles
6. místo La Get Up Cup
7. místo Lutych–Bastogne–Lutych Espoirs
8. místo Hel van Voerendaal